# Comissão de Coordenação e Desenvolvimento Regional
La Comissão de Coordenação e Desenvolvimento Regional, « Commission de Coordination et du Développement Régional » (CCDR), commission portugaise, divise le Portugal en régions. Les commissions n'existent que dans le Portugal continental.
Les régions sont :
- l'Algarve
- l'Alentejo
- Région Nord
- Région Centre
- Région de Lisbonne